# Государственная итоговая аттестация
Госуда́рственная ито́говая аттеста́ция (ГИА) — обязательная процедура, завершающая освоение имеющих государственную аккредитацию основных образовательных программ среднего и основного общего образования в Российской Федерации.

## Формы ГИА
ГИА по образовательным программам основного общего образования (ГИА-9, 9 классы):
- ОГЭ – экзамен за 9 лет обучения (основное общее образование).
- ЕГЭ – экзамен за 11 лет обучения (среднее общее образование).

А также определенные категории людей (инвалиды, отбывающие заключение в местах лишения свободы и др.) сдают вместо ОГЭ и ЕГЭ ГВЭ-9 и ГВЭ-11 соответственно

## Историческая справка
С 2000 года ГИА в форме ЕГЭ в качестве эксперимента проводилась в некоторых регионах Российской Федерации, а с 2009 года стала обязательной. В том же году появляется такая форма ГИА как ГВЭ, применяемая для контроля знаний обучающихся определённых категорий.
В 2004—2013 годах на добровольной основе проводилась апробация ГИА для выпускников 9-х классов. Поскольку специальной аббревиатуры для обозначения экзамена в 9-х классах в этот период ещё не существовало, то в народном сознании само понятие «ГИА» прочно закрепилось именно за итоговой аттестацией девятиклассников. Только с 2014 года, когда ГИА-9 стала обязательной, появилось понятие «ОГЭ» — основной государственный экзамен.

## Органы и учреждения, отвечающие за организацию и проведение ГИА

#### Федеральный уровень
- Министерство просвещения Российской Федерации;
- Федеральная служба по надзору в сфере образования и науки (Рособрнадзор);
- Федеральное государственное бюджетное учреждение «Федеральный центр тестирования» (ФГБУ «ФЦТ»);
- Федеральное государственное бюджетное научное учреждение «Федеральный институт педагогических измерений» (ФГБНУ «ФИПИ»).

#### Региональный уровень
- ОИВ — орган исполнительной власти субъекта Российской Федерации, осуществляющий государственное управление в сфере образования;
- РЦОИ — региональный центр обработки информации субъекта Российской Федерации.

#### Муниципальный уровень
- ОМСУ — орган местного самоуправления, осуществляющий управление в сфере образования;
- Образовательные учреждения, реализующие образовательные программы основного и среднего общего образования.

## Порядок ГИА
Порядок организации и проведения ГИА-11 и ГИА-9 во многом схожи. И в том и другом случае экзамен проводится в специально открываемых пунктах проведения экзамена (ППЭ), доступ в которые жёстко ограничен и возможен только для определённого круга лиц. К таким лицам относятся:
1. Член государственной экзаменационной комиссии (ГЭК), выполняющий преимущественно контрольные функции на ППЭ, и обладающий довольно большим кругом полномочий (вплоть до принятия решения об удалении участника с экзамена или остановке экзамена в ППЭ).
2. Руководитель ППЭ, решающий большинство текущих организационных вопросов на ППЭ.
3. Технический специалист ППЭ, который готовит и обеспечивает работоспособность необходимого при проведении экзамена оборудования.
4. Организаторы в аудитории ППЭ, проводящие инструктаж участников ГИА непосредственно перед началом экзамена и наблюдающие за соблюдением Порядка ГИА в аудитории.
5. Организаторы вне аудитории ППЭ, сопровождающие участников ГИА при их перемещении по ППЭ.
6. Медицинский работник

Помимо указанных лиц в отдельных случаях на ППЭ присутствуют:
1. Ассистент — педагог, который помогает учащемуся с ограниченными возможностями здоровья (ОВЗ) во время экзамена.
2. Специалист по проведению инструктажа и обеспечению лабораторных работ (Лаборант) — привлекается при проведении экзамена по физике или химии.

Также на ППЭ могут присутствовать:
1. Общественные наблюдатели — представители общественности населенного пункта, в котором проводится ГИА. В качестве общественных наблюдателей могут привлекаться лица от 18 лет. При этом не имеет значения их профессиональная направленность.
2. Представители СМИ — до начала проведения инструктажа участников ГИА в аудитории (до 10.00 по местному времени).

Накануне каждого экзамена руководитель ППЭ, технический специалист и член ГЭК проверяют готовность ППЭ к экзамену: наличие отвечающих требованиям аудиторий и оборудования. В день проведения экзамена член ГЭК доставляет запечатанные экзаменационные материалы в ППЭ и передает их руководителю ППЭ. Руководитель ППЭ до 09.45 по местному времени передает организаторам в аудиториях все необходимые материалы — бланки, КИМ и другое. С 2018 года все необходимые материалы — бланки, КИМ и другое печатаются в аудитории при присутствии экзаменуемых. В 10.00 по местному времени организаторы в аудитории проводят инструктаж участников ГИА по заполнению бланков ГИА, после чего объявляют начало экзамена.
В течение экзамена участникам нельзя переговариваться, ходить по аудитории, перемещаться по ППЭ без сопровождения организатора вне аудитории. Если участника поймают за списыванием, то его удаляют с экзамена. В аудиториях ППЭ ведется видеонаблюдение, а в туалетах устанавливаются средства подавления сотовой связи.
За 30 и 5 минут до окончания экзамена организатор в аудитории сообщает о скором истечении времени и необходимости перенести ответы на задания КИМ из черновиков в бланки ответов. После истечения времени организаторы собирают работы участников, упаковывают их в специальные возвратно-доставочные пакеты и передают в Штаб ППЭ — специальное помещение, в котором во время экзамена находятся руководитель ППЭ и член ГЭК. Далее экзаменационные материалы доставляются в региональный центр обработки информации для дальнейшей обработки.

## Подача апелляций
Каждый участник ГИА вправе подать апелляцию о нарушении установленного порядка проведения ГИА и (или) апелляцию о несогласии с результатами ГИА. При этом не принимаются апелляции:
- по содержанию и структуре КИМ;
- в связи с нарушением самим участником Порядка проведения ГИА или правил заполнения бланков ГИА.

Для рассмотрения апелляций в каждом регионе РФ создаются конфликтные комиссии, которые обеспечивают объективность оценки экзаменационных работ и разрешение спорных вопросов, возникающих при проведении ГИА.
Апелляцию о нарушении установленного Порядка проведения ГИА участник может подать в случае, если возникли обстоятельства, которые нарушили его права. Такая апелляция подается только в день проведения экзамена и только до выхода из ППЭ. Если апелляция была удовлетворена, то результат ГИА аннулируется и участнику предоставляется возможность пройти ГИА по соответствующему предмету в другой (резервный) день.
Апелляцию о несогласии с результатами ГИА можно подать в течение 2-х рабочих дней после официального объявления результатов экзамена и ознакомления с ними участника ГИА. 
При рассмотрении апелляции вместо участника ГИА или вместе с ним могут присутствовать его родители (законные представители). В случае, если участник ГИА или его родитель (законный представитель) не явился на апелляцию, её рассмотрение проходит без их участия. Результатом рассмотрения апелляции может быть:
- отклонение апелляции из-за отсутствия технических ошибок при обработке бланков ГИА и ошибок в оценивании экспертами развернутых ответов на задания; в данном случае выставленные ранее баллы сохраняются;
- удовлетворение апелляции и выставление других баллов (отметок); при этом количество выставленных баллов может быть изменено как в сторону увеличения, так и в сторону уменьшения.